# Reno Salvail
Reno Salvail (1947 – 2. června 2023) byl kanadský umělec, fotograf a autor.

## Životopis
Salvail se narodil v Plessisville v roce 1947 a studoval na École des beaux-arts de Québec. Poté několik let vyučoval sémiologii na Cégep de Matane, počínaje rokem 1972. V letech 1993 až 2013 také učil na Cégep de Sainte-Foy . V roce 2001 získal doktorát z výtvarného umění a věd o umění na univerzitě v Aix-Marseille prací s názvem Processus narratifs et modes de l'art-fiction dans une démarche contemporaine en arts visuels : (installations et multi médias) ou l'aventure de la création (Narativní procesy a způsoby art-fiction v současném přístupu k vizuálnímu umění: (instalace a multimédia) aneb dobrodružství tvorby).
Salvail praktikoval instalační umění, land art, fotografii a videografii. Více než 40 let aktivně vystavoval svá díla, která jsou nyní k vidění v Národním muzeu umění Québecu. Ve svém umění našel inspiraci v přírodních živlech, jako jsou vulkanická místa, zvláště viděná v Rivières de feu, ve kterých hájil své ekologické názory.
Reno Salvail zemřel ve městě Québec dne 2. června 2023.

## Publikace
- Le Passage de la Grande Ourse (2003)[9]

## Výstavy
- Lumières-images, Galerie d'art de Matane, Matane, QC, Kanada (1976)
- Extraordinaires specimens, Galerie d'art de Matane, Matane, QC, Kanada (1983)
- U-Topos, Galerie d'art de Matane, Matane, QC, Kanada (1985)[10]
- Les Aventures de L'Œil de Poisson en Écosse: Reno Salvail: Les balises du sentier de Strathdon «Le chariot d'Arthur», L'Œil de Poisson, Québec, QC, Kanada (1999)
- La Trace du lièvre, masiv des Trois-Évêchés, Cairn centre d'art, Digne-les-bains, Francie (2005)[11]
- Les rivières de feu, La bande vidéo, Québec, QC, Kanada (2010)[12]
- Les rivières de feu, Centre VU, Québec, QC, Kanada (2018)[13][14]

La constellation du pied dans le cadre de la Manif d'art 9 – Bienále v Québecu, Québec, QC, Kanada (2018) Renaud, Centre d'art le Carré 150, Victoriaville, QC, Kanada (2022)